# Suchodol (Iwan Bunin)

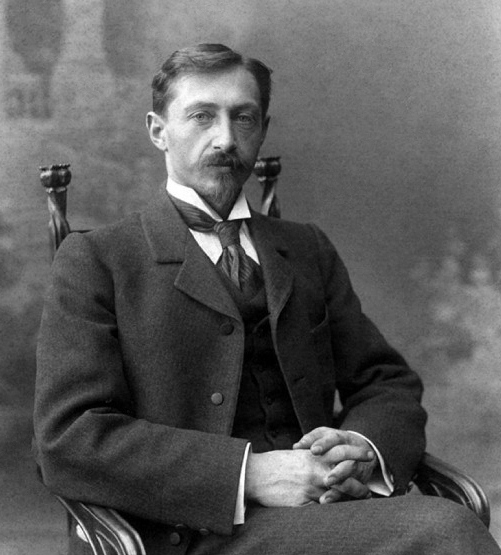
Iwan Bunin im Jahr 1901 auf einem Foto von Maxim Dmitrijew

Suchodol (russisch Суходол, Das trockene Tal) ist eine Erzählung des russischen Nobelpreisträgers für Literatur Iwan Bunin, die 1912 im Aprilheft des Westnik Jewropy erschien.
Die Geschichte von der unerwiderten Liebe der Magd Natalja zu ihrem Gutsherren Pjotr Petrowitsch Chrustschow endet tragisch.

## Inhalt
Die Handlung läuft über Jahre. Ihr Ende fällt in die späten 1850er Jahre, denn der Krimkrieg ist vorüber und Gerüchte von der Bauernbefreiung machen die Runde.
Natalja, klein, dürr und sonnengebräunt, ist verwaist. Den Vater hatte der Gutsherr zur Strafe zum Militär geschickt und die Mutter, eine Geflügelmagd, war vor Schreck gestorben, als ein Hagel ihre riesengroße Truthühnerschar bis auf das letzte Huhn erschlagen hatte.
Natalja stiehlt Pjotr Petrowitsch einen zusammenklappbaren kleinen Spiegel. Darauf wird dem Mädchen mit der Schafschere der Kopf geschoren, es wird vor aller Augen im Zwillichhemd auf einen Mistkarren gesetzt und in die Steppe auf das Vorwerk Soschki gebracht. Zwei Jahre muss Natalja auf dem Vorwerk bleiben. Während dieser Zeit wird unter anderen auf dem Gut Suchodol an der Kamenka das Fest Zu Mariä Schutz und Fürbitte groß gefeiert. Pjotr Petrowitsch, Herr über 400 Leibeigene, hat zahllose Gäste eingeladen und diese zum Übernachten genötigt. Am frühen Morgen, der auf den Festtag folgt, wird der geistesgestörte Großvater Pjotr Kirillytsch Chrustschow von seinem illegitimen Sohn Gerwaska erschlagen aufgefunden. Gerwaska, ein Vetter Nataljas, hatte dem Toten Amulett und Ehering abgenommen, war geflüchtet und bleibt unauffindbar. Gerwaska kommt auf der Flucht bei Natalja vorbei und berichtet haarklein, wie er den Vater „zu Tode geschubst hatte“. Natalja muss schweigen, falls ihr das Leben lieb ist. Als Gerwaska geht, empfiehlt er Natalja, sie solle sich den Gutsherrn aus dem Kopf schlagen. Natalja kann das nicht. Aber der Rat des Vetters war nicht schlecht: Pjotr Petrowitsch Chrustschow heiratet auf Suchodol Klawdija Markowna und zieht in den Krimkrieg..
Als Natalja das Vorwerk verlassen und nach Suchodol zurückkehren darf, beschreibt sie Bunin als „junges Mädchen …, mittelgroß, etwas schmächtig und schlank, das ruhig, zurückhaltend und freundlich blickte.“ Klawdija Markowna, „klein, füllig, sehr lebhaft und schwanger“, regiert auf Suchodol.
Klawdija Markowna gebiert einen Sohn, den jungen Gutsherrn, wie er bald genannt wird. Natalja fühlt, ihre Jugend geht dahin. Pjotr Petrowitsch Chrustschow wird verwundet. Des Nachts hat Natalja Albträume. Ein riesiger grauer Ziegenbock, unzüchtig erregt, wirft sich dem Mädchen mit voller Wucht gegen die Brust und bezeichnet sich als ihr Bräutigam. Der Traum erfüllt sich: Der „versündigte Mönch“ Juschka, ehemals Bauer, wird von Klawdija Markowna geduldet. Der lüsterne Müßiggänger Juschka macht sich im Hause breit und bespringt Natalja im Sommer ab dem Eliastag jede Nacht, bis sie sich schwanger fühlt. Im September kommt Pjotr Petrowitsch Chrustschow aus dem Kriege. Ein Kugelblitz rollt aus einem der Öfen und setzt das Gutshaus in Brand. Vor Schreck hat Natalja einen Frühabort.
Wirtschaftlich geht es mit dem Gut Suchodol, auf dem früher acht Jahre Franzosen gelebt hatten, bergab. Vier Jahre nach seiner Heimkehr aus dem Kriege fährt Pjotr Petrowitsch im Winter zu einer Geliebten auf das Vorwerk Lunewo. Auf der Heimfahrt wird er von einem stolpernden Beipferd mit dem Huf erschlagen. Natalja küsst den vereisten, blutüberströmten Kopf und bricht in irres Lachen aus.
Pjotr Petrowitschs Sohn wächst heran und wird Eisenbahnschaffner. Das Gut verkommt. Natalja stirbt.

## Form
Die Geschichte vom Sterben und Niedergang des Hauses Suchodol, deren Vorväter aus der Kursker Gegend kamen, wird repetierend vorgetragen. Zum Beispiel die Story vom Totschläger Gerwaska wird immer wieder erzählt und jedes Mal werden neue Details vorgebracht. Wiederholung ist überhaupt das Zauberwort in diesem Text. Zum Beispiel, das Faktum, nach dem sich die Familie Chrustschow mit Hetzpeitschen auf den Knien zu Tisch gesellt, wird in immer neuen Versionen hervorgekehrt.
Natürlich ist der Text – wie sollte es bei Bunin anders sein? – nebenrollenlastig. Es sei nur Tante Tonja als Exempel herausgegriffen. Die Tante, ursprünglich Herrin Nataljas, spielt in einer Gesindehütte verzückt Klavier. Nach unglücklicher Liebe zu dem Offizier Woitkewitsch, einem Kameraden Pjotr Petrowitschs, hat sie den Verstand verloren. Dabei war sie bei Woitkewitsch auf Gegenliebe gestoßen. Nach dem oben genannten Brand hilft eine Reise zu den Reliquien eines Heiligen nach Woronesch. Danach wird Tante Tonja, rein äußerlich gesehen, ruhig. Der Irrsinn leuchtet ihr allerdings noch aus den Augen. Zuletzt kümmert sich Tante Tonja, in Bettelarmut vegetierend, im eisigen russischen Winter um die überlebenswichtige Pflege der verbliebenen Suchodoler Hühner. Die Tante stirbt.
Im Übrigen gehört der Text zu Bunins subtilen – weil hintersinnigen – Konstrukten. Dazu ein kleines Beispiel: die Buninsche These von der Blutsverwandtschaft. Weil der Knecht Gerwaska der leibliche Sohn eines Herren Chrustschow (und überdies noch Vetter von Natalja) ist, wird ein grundlegender Satz verständlich: „… das Blut der Chrustschows vermischte sich schon immer mit dem des Hofgesindes …“

## Selbstzeugnis
- Bunin zum Erzählanliegen: „In keinem anderen Land ist das Leben des Adels und der Bauern so eng miteinander verbunden wie bei uns. Die einen wie die anderen besitzen die gleiche russische Seele.“[5]

## Verfilmung
- 24. November 2011, Russland: Suchodol, Spielfilm von Streljanaja Alexandra[6] mit Jana Jessipowitsch[7] als Natalja.[8]

## Rezeption
- Gorki habe das Mitleid und die Sympathie herausgelesen, mit denen Bunin die dahingegangene Welt Suchodol beschrieben hat.[9]
- Nach den Erinnerungen von Bunins Ehefrau Wera Muromzewa-Bunina (1881–1961)[10] sei die Figur der Tante Tonja nach Bunins Tante Warwara Nikolajewna Bunina[11] gestaltet.[12]
- 1982. Kasper schreibt, „da sie [Natalja] sich ins Unvermeidliche fügt, ist die Dienerin ebenso zum Untergang verurteilt wie die Herrschaft der Chrustschows.“[13]

## Deutschsprachige Ausgaben
Verwendete Ausgabe
- Suchodol. Deutsch von Georg Schwarz. S. 433–519 in: Iwan Bunin: Antonäpfel. Erzählungen 1892–1911. Herausgabe und Nachwort: Karlheinz Kasper. 536 Seiten. Aufbau-Verlag, Berlin 1982